# ليز فرين
ليز فيرين (ولدت في 4 مارس 1993) ممثلة بلجيكية، عارضة أزياء ومؤلفة من أصل فلمنكي.

## الروابط الخارجية
- ليز فرين على موقع IMDb (الإنجليزية)
- ليز فرين على موقع ميوزك برينز (الإنجليزية)
- ليز فرين على موقع كينوبويسك (الروسية)

- ليز فرين في قاعدة بيانات الأفلام على الإنترنت